# Rhynchospora gageri
Rhynchospora gageri là loài thực vật có hoa trong họ Cói. Loài này được Britton miêu tả khoa học đầu tiên năm 1917.